# Die Erfindung des Verderbens (Film)
Die Erfindung des Verderbens ist ein tschechoslowakischer Science-Fiction-Film von 1958 auf der Grundlage des gleichnamigen Romans von Jules Verne. Die deutsche Fassung wurde von der DEFA synchronisiert. Der Film startete am 2. Januar 1959 in den ostdeutschen Kinos und am 4. April 1968 in den westdeutschen.

## Handlung
Der französische Professor Roch hat einen Sprengstoff entwickelt, mit dem die Erde vernichtet werden kann. Roch und sein Gehilfe, der Ingenieur Simon Hart, werden von einer Piratenbande auf eine Insel entführt, die nur einen unterseeischen Zugang besitzt. Hierzu benutzen die Piraten ein U-Boot.
Da die Piraten den naiven Wissenschaftler Roch davon überzeugen, dass seine Entführung nur der Weiterentwicklung seiner Erfindung dient, arbeitet Roch weiterhin an der Vervollkommnung seiner Waffe. Tatsächlich wollen sich die Piraten in den Besitz der perfekten Waffe bringen, um ungestraft ihre Raubzüge durchführen zu können.
Doch Simon Hart erkennt die wahren Motive der Piraten. Es gelingt ihm, die internationale Öffentlichkeit zu informieren. Daraufhin wird die Insel von Kriegsschiffen eingekreist. Roch erkennt, dass er getäuscht wurde, und sprengt die Insel mit der Waffe in die Luft. Hart und Jana, die ebenfalls von den Piraten entführt wurde, entkommen in einem Ballon.

## Tricktechnik
Für die Spezialeffekte waren Zdeněk Rozkopal, Jiří Tarantik, Bohuslav Píkhart, Antonín Horák, Arnošt Kupčík, Jindřich Liška, František Krčmář, Zdeněk Ostrčil und Josef Zeman verantwortlich.
Zeman und seine Mitarbeiter nutzten die Illustrationen der originalen Jules-Verne-Romane als Vorlagen für eine surrealistische Kulisse, die somit der Atmosphäre der Literaturvorlage sehr nahekam:
Er (Zeman) überzog die Bilder mit einem feinen Netz paralleler Linien  und erzielte dadurch verblüffende räumliche Wirkungen. Jede realistische Illusion ist aufgehoben … Gerade aber dieser Distanz ist es zu verdanken, daß selbst das, was technisch und wissenschaftlich längst überholt oder widerlegt ist, plötzlich wieder als Utopie erlebt wird.

## Kritiken
Auf der Weltausstellung in Brüssel 1958 gewann der Film den Grand Prix.
Zum Film kommentierte der Filmbeobachter: „Man kann wohl mit Fug und Recht diese … Arbeit als besten Jules-Verne-Film bezeichnen, der je gedreht wurde.“ Die Variety schrieb: „Gewiß die ungewöhnlichste und insbesondere die künstlerisch werkgetreueste Übertragung einer Jules-Verneschen Geschichte in das Medium Film.“

## Überlieferung
Die erste westdeutsche Fernsehausstrahlung erfolgte am 4. Mai 1967 im ZDF. Nachdem der Film seit Ende der 1980er-Jahre nicht mehr im deutschen Fernsehen ausgestrahlt wurde, liegt seit 2008 eine DVD-Edition von Ostalgica vor. 2014 erschien eine Edition als Blu-ray Disc, die neben der bekannten deutschen Fassung auch eine teilweise restaurierte tschechische Version enthält.
Die italienische Fassung La diabolica invenzione und die US-amerikanische Version The Fabulous World of Jules Verne sind vollständig bei YouTube eingestellt.